# Walter Boyd (finance)
Pour les articles homonymes, voir Walter Boyd (homonymie) et Boyd.
Walter Boyd (18 novembre 1753 - 16 septembre 1837) est un banquier et parlementaire britannique, qui vécut à Paris entre 1785 et 1793.

## Parcours
D'origine écossaise mais de naissance obscure, William Boyd semble avoir débuté comme agent de commerce entre Amsterdam et Genève, sans doute pour le compte des maisons de banque Hope & Co. et Perregaux.
De retour en Écosse, Boyd est employé par Patrick Heron of Heron (c.1735-1803), sans doute à Glasgow, qui le recommande au marchand londonien Charles Herries, frère du banquier Robert Herries, responsable de la maison Herries and Farquhar, spécialisée dans les transactions financières internationales. Boyd est alors envoyé à Bruxelles où il ouvre une succursale pour le compte des frères Herries.
En 1785, Boyd fonde la maison de banque « Boyd, Ker & Cie » et s’installe à Paris. Boyd est l'actionnaire principal. Son second associé s'appelle John William Ker.
Le 2 août 1788, Boyd acquièrent une maison rue de Gramont auprès d'Armand Le Clerc, écuyer, secrétaire du cabinet du roi et premier commis des finances moyennant 200 000 livres qui devient le siège de sa banque. Le 1er décembre 1791, il achète une propriété à Boulogne au sieur Belin contre 60 000 livres.
Boyd, Ker & Cie va, entre 1789 et 1790, prêter d'importantes sommes d'argent au duc d’Orléans. Il se rapproche du fils du banquier Laborde mais aussi de Perregaux. Il adhère au club de Valois où il retrouve Le Couteulx, Delessert, mais aussi Louis Greffulhe, Jacques Marc Montz de la Banque Girardot.
En septembre 1792, la banque Boyd, Ker & Cie est accusée de complot par les révolutionnaires qui y voient un centre de la « conspiration de l’étranger » et le dispensateur de « l’or de Pitt ». Boyd décide alors de revenir à Londres. En septembre 1793, les deux associés annoncent la liquidation de leur entreprise. En octobre, le gouvernement français décide la confiscation des avoirs de Boyd, Ker & Cie, estimés à plus de 2,4 millions de livres.
Il épouse la Française Marie-Nicole Vignier de Montréal, immigrée à Londres de fraîche date.
Entretemps, Boyd ouvre en mars 1793 une nouvelle banque sur New Broad Street, à Londres, appelée Boyd, Benfield & Co, du nom de son nouvel associé, Paul Benfield (1841-1810). En dépit de son revers de fortune, il réussit à convaincre la City et le gouvernement britannique en décembre 1794 de le laisser organiser la levée d'un emprunt pour un montant de 18 millions de £, si on l'aidait à garantir un autre emprunt, de 6 millions cette fois, pour l'empereur d'Autriche. The Times du 13 décembre devait qualifier cet exploit financier de « plus grosse transaction financière de l'Histoire ». Boyd était devenu en moins d'une année le champion de la City.
Devenu un proche du premier ministre William Pitt, il se voit accusé d'impartialité par le marché et le parlement. En 1796, il fait marche arrière quant à ses ambitions financières mais réussit à se faire élire au parlement pour le comté de Shaftesbury (1796-1802).
Le 4 septembre 1797 met un terme aux rêves de Boyd de pouvoir récupérer ses avoirs français : le Premier Consul Bonaparte refuse bientôt tout compromis avec Pitt.
Cette période met les finances britanniques à genoux : face à une trop grande fuite de capitaux et à une raréfaction des métaux précieux, le gouvernement décide de suspendre la convertibilité de la livre sterling en 1797, geste provisoire qui va en fait être maintenu pendant presque deux décennies.
Après avoir accumulé bien des difficultés, Boyd, Benfield & Co. fait banqueroute en mars 1800, au tout début de la famine monétaire des années 1800.
En 1802, il revient en France durant le bref intervalle de la Paix d'Amiens. Là, il est maintenu en résidence surveillée et ne sera libéré qu'en 1814. De retour à Londres, il retrouve une certaine aisance financière.
En 1815, il publie Reflections on the financial system of Great Britain and particularly on the sinking fund, un traité financier rédigé en 1812 durant sa captivité et où il est question des emprunts obligataires et des moyens de les renégocier.
Il rencontre Walter Scott en avril 1828, qui semble s'être inspiré de lui pour décrire les mésaventures d'un financier dans un compte-rendu pour la presse.
D'avril 1823 à 1830, Boyd siège au parlement pour le comté de Lymington.
Il meurt à Plaistow Lodge (Kent) le 16 septembre 1837, âgé de 84 ans, laissant de quoi vivre à sa nombreuse descendance.